# Żołtarz
Żołtarz – staropolska pieśń religijna o charakterze żałobnym. W literaturze występuje m.in. w Pieśni XXIV Jana Kochanowskiego. Znany również jest Żołtarz Jezusów (Jezusa Judasz przedał za pieniądze nędzne...) pochodzący z ok. 1488 autorstwa Władysława z Gielniowa.